# An der Poststraße
An der Poststraße település Németországban, azon belül Szász-Anhalt tartományban. Lakosainak száma 1671 fő (2023. december 31.). An der Poststraße Finneland és Bad Bibra községekkel határos.

## Népesség
A település népességének változása:
| Lakosok száma | 1717 | 1701 | 1684 | 1660 | 1666 | 1671 |
|               | 2014 | 2017 | 2019 | 2021 | 2022 | 2023 |